# Brenda Song
Brenda Song (* 27. März 1988 in Carmichael, Kalifornien) ist eine US-amerikanische Schauspielerin, Sängerin und Model.
Ihren Durchbruch hatte Song mit der Rolle als London Tipton in der Disney-Channel-Originalserie Hotel Zack & Cody und Zack und Cody an Bord. Sie spielte auch in weiteren Produktionen des Disney Channels. Außerdem moderierte sie die Disney-Channel-Minishow So isst die Welt.

## Leben
Brenda Song wurde in Carmichael als Tochter eines Hmong und einer Thailänderin geboren. Ihre Großeltern väterlicherseits gehörten dem Stamm Xiong an. Als ihre Familie 1976 aber in die Vereinigten Staaten auswanderte, änderten sie ihren Nachnamen in Song um. Ihre Eltern wurden in Asien geboren und lebten in Sacramento. Ihr Vater arbeitet als Lehrer und ihre Mutter ist Hausfrau. Sie hat zwei jüngere Brüder, Timmy und Nathan.
Als sie sechs Jahre alt war, zog Song mit ihrer Mutter nach Los Angeles, um ihre Schauspielkarriere zu unterstützen; der Rest der Familie zog zwei Jahre später zu ihnen. Als kleines Mädchen wollte Song unbedingt in den Ballettunterricht, während ihr Bruder ins Taekwondo gehen wollte. Da ihre Mutter beide in den gleichen Kurs schicken wollte, besuchten beide den Taekwondo-Kurs. Obwohl sie sich im ersten Jahr die ganze Zeit geweigert hatte, besitzt sie heute den Schwarzen Gürtel in Taekwondo. Song hatte Privatunterricht und machte im Alter von 16 Jahren erfolgreich ihren Abschluss. Danach belegte sie Kurse am College der University of California im Hauptfach Psychologie und im Nebenfach Betriebswirtschaft.
Seit Mai 2010 war sie mit Trace Cyrus liiert. Das Paar verlobte sich im Oktober 2011. Jedoch wurde schon im Juni 2012 die Trennung der beiden bekannt. Gegenwärtig ist Song mit dem Schauspieler Macaulay Culkin liiert. Am 5. April 2021 wurde das Paar Eltern eines gemeinsamen Sohnes. Ende 2022 wurde Songs und Culkins zweites Kind geboren.

## Karriere

### Erste Rollen
Song begann ihre Karriere als Kindermodel in San Francisco, nachdem sie in einem Einkaufszentrum von einem Agenten entdeckt wurde. Ihre erste Schauspielerfahrung hatte sie im Alter von fünf Jahren in einem Werbespot für die US-amerikanische Fast-Food-Kette Little Caesars. 1995 bekam sie ihre erste Rolle in dem Film Requiem, ein Kurzfilm der Schauspielerin Elizabeth Sung. Im Film dreht es sich um die Kellnerin/Tänzerin „Fong“, die sich an ihren liebevollen Bruder und ihre bittersüße Kindheit in Hongkong zurück erinnert. Die damals sieben Jahre alte Song spielte in dem Film die junge Version der „Fong“, Tamlyn Tomita spielte die ältere Version. Der Film gewann 1996 einen Golden Eagle Award. Etwas später trat sie in dem Kurzfilm The White Fox auf. Er wurde ebenfalls von Elizabeth Sung produziert.
Song trat in zwei Folgen der Fernsehserie Thunder Alley auf und bekam eine Hauptrolle in der Kinderserie Fudge, in der sie „Jenny“ spielte. 1996 machte sie, an der Seite des Profi-Wrestlers Hulk Hogan, ihr Theater-Debüt in dem Independentfilm Santa with Muscles. Nach einer kleinen Rolle in Leave It to Beaver (1997) bekam sie 1999 ihre erste große Rolle in der Nickelodeon-Fernsehserie 100 Deeds for Eddie McDowd. Danach trat sie in diversen Serien wie Eine himmlische Familie, Noch mal mit Gefühl und Popular in Nebenrollen auf. Sie hatte ebenfalls einen Auftritt in der Fernsehserie Bette, wo sie Ashley Tisdale kennenlernte.
Im Jahr 2000 spielte sie im Disney-Film The Ultimate Christmas Present eine Hauptrolle, für die sie einen Young Artist Award in der Kategorie „Best Performance in a TV Movie Comedy, Supporting Young Actress“ bekam. Im Film geht es um die Teenager Allison Thompson (Hallee Hirsh) und Samantha Kwan (Song), die eine Wetter-Maschine finden und es in Los Angeles schneien lassen. Ihr Auftritt im Jahr 2002 in der Serie The Bernie Mac Show verhalf ihr zu einer Nominierung eines weiteren Young Artist Award in der Kategorie „Best Performance in a TV Comedy Series, Guest Starring Young Actress“, den sie jedoch nicht gewann. Im selben Jahr spielte sie eine Hauptrolle in dem 20th-Century-Fox-Film Like Mike, welcher über $60 Millionen einbrachte. Im Film trat auch der US-amerikanische Rapper Bow Wow als Basketballspieler, der auf NBA-Level spielt auf. Song spielte die Rolle der „Reg Stevens“, eine 13 Jahre alte Waise. Obwohl der Film wegen seiner Aussagen zum Thema Adoption stark kritisiert wurde, gab es eine Fortsetzung, in der Song aber nicht mehr mitspielte.
2002 unterschrieb Song einen Vertrag mit Disney und trat kurz darauf im Disney-Channel-Movie Lass Dir was einfallen! auf. Nach 2002 hatte sie Gastauftritte in Raven blickt durch und One on One. In der Disney-Channel-Serie Phil aus der Zukunft trat sie als „Tia“ in sieben Folgen zwischen 2004 und 2005 auf.
Ende 2004 spielte sie „Natasha Kwon-Schwartz“ in dem Disney Channel Original Movie Stuck in the Suburbs. Die TV-Premiere wurde von 3,7 Millionen Zuschauern gesehen. Der Film dreht sich um zwei Mädchen, die versehentlich ihre Handys mit dem eines berühmten Sängers verwechseln. Song sagte später: „Es war verrückt als Stuck in the Suburbs herauskam, weil uns so viele Kinder aus dem Film erkannten als wir uns im Park Six Flags aufhielten. Ich glaube, der Film war ein wichtiger Meilenstein in meiner Karriere.“ Noch im selben Jahr stand Song für das Cover von Teen People, zusammen mit Co-Star Lindsay Lohan, vor der Kamera.

### Hotel Zack & Cody

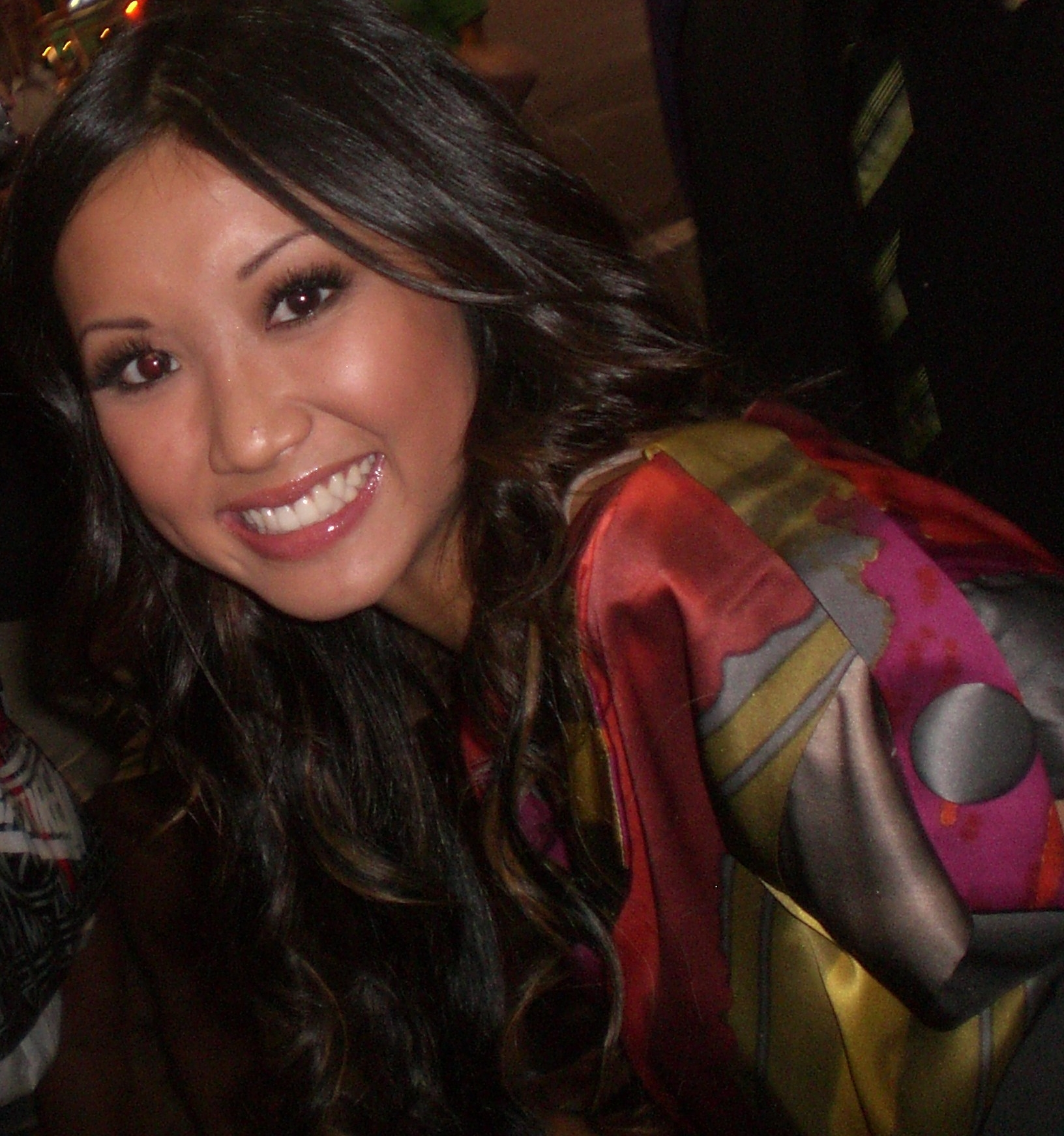
Song bei der Premiere des Films Cheetah Girls: One World (2008)

2005 bekam Song die Rolle der London Tipton in der Disney-Serie Hotel Zack & Cody. Die Rolle lautete in einem ersten Entwurf des Skriptes auf den Namen Paris Tipton und ist eine Anspielung auf Paris Hilton (London ist eine Parodie von Paris und Tipton ist der Name ihres Vaters, welcher das Hotel besitzt). Sie erhielt die Rolle ohne ein Vorsprechen und war überrascht dort ihre Freundin Ashley Tisdale anzutreffen, welche in der Serie die Rolle der „Maddie Fitzpatrick“ spielte. Song sagte: „London ist eine fantastische Person, ich wünschte ich wäre sie. Ich wünschte ich hätte ihren Kleiderschrank.“
Die Serie dreht sich um die Gäste und Arbeiter des fiktiven Tipton Hotels in Boston, aber vor allem um die Streiche spielenden Zwillinge Zack und Cody Martin (Dylan Sprouse und Cole Sprouse), London Tipton (Song) und Maddie Fitzpatrick (Ashley Tisdale). Die Serie wurde am 18. März 2005 auf dem US-amerikanischen Disney-Channel zum ersten Mal ausgestrahlt. Die Premiere wurde von über vier Millionen Zuschauern gesehen, es war die erfolgreichste Erstausstrahlung im Jahr 2005 im Disney-Channel. 2007 war die Serie das meistgesehene TV-Programm bei Kindern zwischen 6 und 11 Jahren und das zweit meistgesehene TV-Programm bei Kindern zwischen 9 und 14 Jahren. Song wurde durch ihre Rolle in Hotel Zack & Cody sehr beliebt bei Kindern im Alter zwischen sieben und zehn Jahren. Im Jahr 2006 beschrieb das Magazin Teen People Songs Rolle („London Tipton“) als ihren Durchbruch im Schauspiel-Business.
Songs Arbeit bei Hotel Zack & Cody erhielt sehr oft positive Kritik. Im April 2009, veröffentlichte andPOP.com einen Artikel mit dem Titel, London Tipton, „Song stiehlt allen das Scheinwerferlicht“. Sie sagten: „Wenn man eine Episode von Hotel Zack & Cody gesehen hat, muss man die Serie weitersehen auf Grund eines Charakters: London Tipton. Brenda Song spielt die Rolle der egoistischen Hotelerbin London (eine Anspielung auf Paris Hilton) hervorragend.“ MSN schrieb: „Song ist einer der Hauptgründe, warum die Serie eine der erfolgreichsten Serien wurde.“ Im People Magazine wurde die Rolle als „melodramatische Hochsee-Diva“ beschrieben. 2006, wurde Song für den Asian Excellence Award in der Kategorie „Outstanding Newcomer“ für ihre Arbeit in der Serie Hotel Zack & Cody nominiert.
Nach ihrem Debüt in Hotel Zack & Cody gehörte Song zu den Stammgästen bei Disney und erhielt Sprechrollen in der Disney-Serie American Dragon und im Animationsfilm Holidaze: The Christmas That Almost Didn't Happen. Später moderierte sie eine Internet-Serie unter dem Namen London Tiptons Yay Me! welche auf der Folge „Tiptonline“ von Hotel Zack & Cody basiert.

### Wendy Wu – Die Highschool-Kriegerin
2006 bekam Song ihre erste Hauptrolle in einem Film. Sie spielte die Rolle der Wendy Wu im Disney Channel Original Movie Wendy Wu – Die Highschool-Kriegerin. Mit 5,7 Millionen Zuschauern bei der Erstausstrahlung gehört der Film zu den erfolgreichsten Disney Channel Original Movies. Am Anfang war geplant, dass Wendy Wu eine Komödie wird, jedoch konnte man keine geeignete Schauspielerin für die Hauptrolle finden. Lydia Cook, eine Produzentin des Films sagte: „Brenda war ursprünglich für eine Nebenrolle vorgesehen. Nach kurzer Zeit merkten wir aber, dass sie für die Hauptrolle der „Wendy Wu“ viel besser geeignet ist und tauschten die Rollen. Sie ist die perfekte Mischung aus Witz und Kampfkunst.“ Bevor Song die Rolle bekam, musste sie einen Ziegelstein mit ihrer Hand zerschlagen.
Song machte bis jetzt bei allen Disney Channel Games mit und war bisher immer Kapitän einer Mannschaft.

### Weitere Rollen
Im 2022 erschienenen Survival-Horror-Videospiel The Quarry verkörpert Song den Charakter Kaitlyn Ka.

## Filmografie (Auswahl)

### Filme
- 1995: Requiem (Kurzfilm)
- 1996: Santa Claus mit Muckis (Santa with Muscles)
- 1997: Beaver ist los! (Leave It to Beaver)
- 1999: 100 gute Hundetaten (100 Deeds for Eddie McDowd)
- 2000: Das ultimative Weihnachtsgeschenk (The Ultimate Christmas Present, Fernsehfilm)
- 2002: Lass Dir was einfallen! (Get a Clue, Fernsehfilm)
- 2002: Like Mike
- 2004: Jordan Superstar (Fernsehfilm)
- 2006: Wendy Wu – Die Highschool-Kriegerin (Wendy Wu: Homecoming Warrior, Fernsehfilm)
- 2008: College Road Trip
- 2008: Special Delivery (Fernsehfilm)
- 2009: Die Zauberer an Bord mit Hannah Montana (The Wizards on Deck with Hannah Montana)
- 2010: Boogie Town
- 2010: Little Sister
- 2010: The Social Network
- 2011: The Little Engine That Could
- 2011: Zack & Cody – Der Film (The Suite Life Movie, Fernsehfilm)
- 2011: Pixie Hollow Games (Stimme)
- 2012: First Kiss (Kurzfilm)
- 2017: Angry Engel (Fernsehfilm)
- 2019: Changeland
- 2019: Secret Obsession
- 2020: Bobbleheads: The Movie (Stimme von Kelani)
- 2022: Love Accidentally
- 2024: The Last Showgirl
- 2024: Operation Taco Gary’s

### Fernsehserien
- 1994: Fudge (Folge 1x07)
- 1994–1995: Thunder Alley (2 Folgen)
- 1996: Small Talk (5 Folgen)
- 1999: Noch mal mit Gefühl (Once and Again, Folge 1x05)
- 1999: Popular (Folge 1x10)
- 2000: Eine himmlische Familie (7th Heaven, 2 Folgen)
- 2001: Bette (Folge 1x14)
- 2001: Emergency Room – Die Notaufnahme (ER, Folge 7x20)
- 2001: Für alle Fälle Amy (Judging Amy, Folge 3x03)
- 2002: The Bernie Mac Show (Folge 1x11)
- 2002: The Nightmare Room (Folge 1x10)
- 2002: George Lopez (Folge 2x02)
- 2003: Raven blickt durch (That's So Raven, Folge 1x14)
- 2003: One on One (Folge 3x08)
- 2004–2005: Phil aus der Zukunft (Phil of the Future, 8 Folgen)
- 2004–2007: Hotel Zack & Cody (The Suite Life of Zack and Cody, 87 Folgen)
- 2008–2011: Zack & Cody an Bord (The Suite Life on Deck, 71 Folgen)
- 2009: Phineas und Ferb (Phineas and Ferb, Folge 1x23, Stimme von Wendy)
- 2012: Key & Peele (Fernsehserie, Folge 9x02)
- 2012–2013: Scandal (4 Folgen)
- 2013: New Girl (4 Folgen)
- 2013–2014: Dads (19 Folgen)
- 2014: The League (Folge 6x05)
- 2016: Life in Pieces (Folge 1x12)
- 2016–2017: Pure Genius (13 Folgen)
- 2017: Superstore (2 Folgen)
- 2018, 2020: Seattle Firefighters – Die jungen Helden (Station 19, 10 Folgen)
- 2019: Teen Girl in a Frog World (4 Folgen, Stimme von Anne Boonchuy)
- 2019–2022: Disney Amphibia (58 Folgen, Stimme von Anne Boonchuy)
- 2019–2022: Dollface (20 Folgen)
- 2022–2023: Die stolze Familie: Lauter und stolzer (The Proud Family: Louder and Prouder, 5 Folgen, Stimme von Vanessa Vue)
- 2023: Blue Eye Samurai (8 Folgen)
- seit 2025: Running Point

### Shows
- 2006–2008: Disney Channel Games (Spielshow)
- 2007: So isst die Welt (Pass the Plate) – Minishow des Senders Disney Channel

### Internetserien
- 2006: Disney Channel’s Imagineer
- 2007: London Tipton’s Yay Me!

## Videospiele
- 2022: The Quarry (Rolle der Kaitlyn Ka)

## Diskografie (Auswahl)

### Lieder
- 2005: Bling Is My Favorite Thing
- 2005: Girl Like Me
- 2006: A Dream Is a Wish Your Heart Makes
- 2007: I’m Not That Girl
- 2007: Really Great
- 2008: All Over My Body

## Auszeichnungen
| Tabellarische Übersicht der Auszeichnungen und Nominierungen | Tabellarische Übersicht der Auszeichnungen und Nominierungen | Tabellarische Übersicht der Auszeichnungen und Nominierungen | Tabellarische Übersicht der Auszeichnungen und Nominierungen         | Tabellarische Übersicht der Auszeichnungen und Nominierungen |
| Jahr                                                         | Auszeichnung                                                 | Für                                                          | Kategorie                                                            | Resultat                                                     |
| ------------------------------------------------------------ | ------------------------------------------------------------ | ------------------------------------------------------------ | -------------------------------------------------------------------- | ------------------------------------------------------------ |
| 2001                                                         | Young Artist Award                                           | The Ultimate Christmas Present                               | Best Performance in a TV Movie (Comedy), Supporting Young Actress    | Gewonnen                                                     |
| 2003                                                         | Young Artist Award                                           | The Bernie Mac Show                                          | Best Performance in a TV Comedy Series, Guest Starring Young Actress | Nominiert                                                    |
| 2006                                                         | Asian Excellence Award                                       | Hotel Zack & Cody                                            | Newcomers Award                                                      | Nominiert                                                    |
| 2006                                                         | Kids’ Choice Awards (Vereinigtes Königreich)                 | Hotel Zack & Cody                                            | Best TV Actress                                                      | Gewonnen                                                     |
| 2010                                                         | Green Globe Film Awards                                      | The Social Network, Boogie Town                              | 10 Outstanding Asians in Hollywood                                   | Nominiert                                                    |
| 2011                                                         | Kids’ Choice Awards (USA)                                    | Zack & Cody an Bord                                          | Favorite TV Sidekick                                                 | Nominiert                                                    |